# Älskade andliga sånger
Älskade andliga sånger, släppt 17 oktober 2007, är ett studioalbum av Christer Sjögren, med kristna sånger, inspelade tillsammans med Örebro gospel. Melodierna är några av de han framfört i kyrkobyggnader i Sverige, och på turnéer. Albumet spelades in under första halvan av 2007. På albumlistorna placerade det sig som högst på 2:a plats i Sverige och 39:e plats i Finland.

## Låtlista
1. Amazing Grace
2. Låt oss alla en gång mötas
3. Still ro och nära
4. Just a Closer Walk with Thee
5. O store Gud
6. Bred dina vida vingar
7. He Ain't Heavy, He's My Brother
8. Han är min sång och glädje
9. Jag är främling
10. När du går över floden
11. Hallelujah
12. Någon ler
13. The Lord's Prayer
14. Räck mig din hand
15. I Believe
16. Ol' Man River

## Medverkare
- Christer Sjögren - sång
- Per Lindvall - trummor, slagverk
- Rutger Gunnarsson - bas
- Hasse Rosén - gitarr
- Lasse Wellander - gitarr
- Peter Ljung - klaviatur
- Lennart Sjöholm - producent
- Örebro gospel - sångare

## Listplaceringar
| Lista (2007-2008) | Topplacering |
| ----------------- | ------------ |
| Finland           | 27           |
| Sverige           | 2            |